# Barión lambda

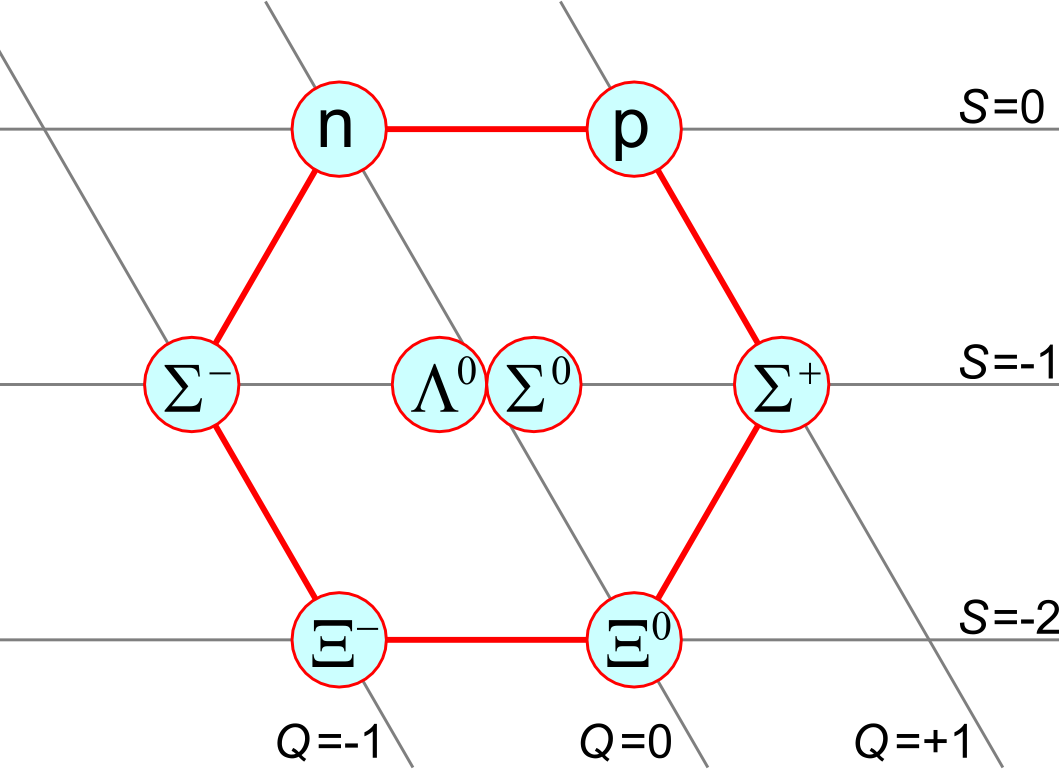
Octeto bariónico.

El barión lambda (Λ0) está compuesto por un quark arriba, uno abajo y un quark extraño, con los quarks arriba y abajo en un estado de espín isotópico 0 (sabor antisimétrico). La observación del lambda neutro supuso la primera evidencia del quark extraño. El barión lambda casi siempre se desintegra en un protón y un pion con carga, o en un neutrón y un pion neutro.